# Semen Kidul
Semen Kidul is een bestuurslaag in het regentschap Bojonegoro van de provincie Oost-Java, Indonesië. Semen Kidul telt 1499 inwoners (volkstelling 2010).